# Кокушкин, Иван Алексеевич
Иван Алексеевич Кокушкин (1883—1956) — рабочий, большевик, член Всероссийского учредительного собрания.

## Биография
Отец Ивана Кокушкина был красильщиком и шлифовальщиком в граверном отделении фабрики. По сословной принадлежности из мещан. В 1894 году окончил начальное церковно-приходское училище. Четыре года учился в городской 3-классной школе, но не закончив её, из 5 отделения перевёлся в ремесленное училище при фабрике Коншина, которое благополучно окончил.
В 1900-1905 годах работал в качестве слесаря-монтера в прядильном цехе на прядильно-ткацкой фабрике Новая Мыза И. Н. Коншина в окрестностях Серпухова  (работать начал, как ученик, с 3-го курса ремесленного училища).
Весной 1905  года поступил в фабричный социал-демократический кружок;
В мае 1905 принят принят Серпуховским комитетом РСДРП(б) в члены партии, партийная кличка "Хренов 1-й".
В октябре 1905 организовывал забастовки и участвовал в них.
С сентября 1905 года избран членом Серпуховского комитета РСДРП(б), в сентябре совместно с А. Г. Мишиным автор листовки распространенной на мимеографе "Воззвание Серпуховской Группы Окружной Организации с требованиями рабочих „Новой Мызы“ и с призывом к всеобщей стачке". В листовке выдвинуто 42 требования.
20 сентября 1905 арестован, но на следующий день отпущен. 
25 января 1906 года снова арестован, по  апрель 1906  в Доме предварительного заключения в Серпухове и затем в Бутырской тюрьме в Москве. Осуждён на 3 года ссылки в селе Каргино Туруханского края Енисейской губернии. В сентябре 1906 года вместе с В. Л. Шанцером бежал с поселения. Через 10 дней пойман, после небольшого срока в Енисейской тюрьме Кокушкина возвратили в Каргино. Но в октябре 1906 года он вновь бежал.
С конца 1906 по январь 1907 года был районным партийным организатором РСДРП(б) в Акмолинске;
С января 1907 по февраль 1908 года работал в Московском окружном комитете РСДРП(б), в частности в Богородско-Павловском, Коломенском, Орехово-Зуевском, Трехдорожном районных комитетах РСДРП(б). С апреля 1907 года член Московского окружного комитета. Партийная кличка в Акмолинске и Москве "Евгений".
13 февраля 1908 года арестован в нелегальной типографии Трехдорожного райкома Москвы. В апреле 1908 года бежал из Сущевского Дома предварительного заключения и работал по заданию окружкома в Кинешме как районный организатор. Партийная кличка "Николай Фёдорович". 
В июле 1908 года задержан в Кинешме, до марта 1910 года находился в заключении в Костромской тюрьме.
17 марта 1910 года Московской судебной палатой приговорён к 2 годам тюрьмы по делу Кинешемского комитета по ст. 102 и по совокупности с её же приговором  от 18 декабря 1909 в городе Кострома , а затем еще в Москве к ссылке по делу нелегальной типографии. В 12.04.1910 направлен в ссылку.
С 1910 по весну 1917 года находился в ссылке сначала в селе Ичёре Киренского уезда, затем в Киренске Иркутской губернии.
В мае 1917 после амнистии вернулся в Серпухов, стал уездным партийным организатором и членом Московского окружкома РСДРП(б). 
26 июля (8 августа) по 3 августа (16 августа) 1917 года Делегат с решающим голосом от Серпуховской парторганизации VI съезда РСДРП(б) в Петрограде.
В конце 1917 года был избран во Всероссийское учредительное собрание в Московском губернском избирательном округе по списку № 5 (РСДРП(б) и РСДРП (и)). Участвовал в заседании Учредительного собрания 5 января 1918 года. 
C 25 октября 1917 года избран членом Серпуховского военно-революционного комитета. Член штаба Красной Гвардии.
С октября 1917 по февраль 1919 года председатель исполкома Серпуховского уездного совдепа - уисполкома; одновременно (вплоть до конца 1918), председатель райкома РСДРП(б)/РКП(б);
В феврале-сентябре 1919 года заведующий отделом управления Московского губисполкома - член бюро губкома РКП(б);
С октября 1919 по 15 января 1921 сотрудник информотдела Восточного фронта (и других фронтов) РККА;
В феврале-апреле 1921 года заведующий орготдела треста Мостекстиль;
В мае-июня 1921 года председатель Серпуховского уездного профбюро; 
C июля 1921 по апрель 1922 заместитель председателя Комиссии по чистке партии при Московском комитете РКП(б)
С апреля 1922 по май 1923 года председатель Московской городской Контрольной комиссии;
17 - 25 апреля 1923 делегат от Московской парторганизации с совещательным голосом XII-го съезда РКП(б)
С мая 1923 по октябрь 1924 ответственный секретарь Коломенского уездного комитета РКП(б); 
С января 1925 по декабрь 1926 года председатель Комиссии по приему в партию при Московском комитете партии; 
12.1926-07.1928 – председатель Оренбургской губернской Контрольной Комиссии (КК) ВКП(б) – заведующий Оренбургским губернским управлением Рабоче-крестьянской инспекции (РКИ).
2-19 декабря 1927 делегат с решающим голосом от Оренбургской партийной организации XV-го съезда ВКП(б)
С августа 1928  по июль 1930 председатель Оренбургской  окружной Контрольной комиссии ВКП(б); заведующий Оренбургским окружным управлением Рабоче-крестьянской инспекции; 
20-23 августа 1928 – делегат 1-й Средневолжской областной партконференции. Избран членом Средневолжской областной Контрольной комиссии ВКП(б).
С июня 1930 по 1933 – сотрудник аппарата, кандидат в члены Президиума Средневолжской краевой Контрольной Комиссии ВКП(б) в гор. Самара. С ноября 1930 по 1933 – член Партколлегии
5-13 июня 1930 – делегат 2-й Средневолжской краевой партконференции. Избран членом Средневолжской краевой Контрольной комиссии ВКП(б).
13 июня 1930 – избран кандидатом в члены Президиума Средневолжской краевой Контрольной комиссии ВКП(б) – на организационном пленуме Средневолжской краевой КК ВКП(б) после 2-й Средневолжской краевой партконференции.
21-27 января 1932 – делегат 3-й Средневолжской краевой партконференции. Избран членом Средневолжской краевой КК ВКП(б).
28 января 1932 – избран кандидатом в члены Президиума Средневолжской краевой КК ВКП(б) на организационном пленуме Средневолжской краевой КК ВКП(б) после 3-й Средневолжской краевой партконференции.
? На июнь 1934 года на руководящей работе в райполитотделе (начальник?)  2-го ж.д. района Туркестано-Сибирской железной дороги г. Алма-Ата.
С декабря 1933 года член Всесоюзного общества старых большевиков (членский билет № 1864)

## Семья
- Жена — ?[11]
  - Сын — ?[11]

## Награды
- Орден Ленина —  участие в Революции 1905 года[1].

## Труды
- Кокушкин И. Воспоминание о т. Левшине // Наковальня : литературно-художественный и научно-популярный ежемесячный журнал / Бесплатное приложение к газете «Коломенский рабочий». – Коломна. – №5, октябрь 1924. - С. 48-49.
- Кокушкин И. А. Две революции: воспоминания участника. Моск. ком. РКП(б), (Истпартотд.), Комис. по проведению 20-летнего юбилея Революции 1905 г. - М. ; Л. : Моск. рабочий, 1925. - 72 с.
- Кокушкин И. А. Начало и развитие организации РСДРП в г. Серпухове от 1900 по 1906 г. // Сб. воспоминаний / Моск. истпарт, Моск. губ. комис. по орг. празднования 20-летия революции 1905 г.; Сост. Е. Н. Попова. - М.-Л.: Моск. рабочий, 1926. с. 3 - 28
- Кокушкин И. А. Воспоминания о тов. Шанцере (Марате). // Пролетарская революция, 1926, № 2, с. 260 - 270.

### Рекомендуемые источники
- Кирилин Е. И. А. Кокушкин // Коммунист. – 1977. – 16 февр.

## Комментарии
1. ↑  В некоторых источниках ошибочно говорится, что Иван Алексеевич Кокушкин вступил в РСДРП(б) в 1903 году[3]. Вероятно, это связано с тем, что в Сормово действовал социал-демократ однофамилец с такими же инициалами. В частности в 1903 году слушалось: "Дело о привлечении к дознанию И. А. Кокушкина, К. И. Кокушкина за противоправительственную агитацию среди Сормовских рабочих в с. Сорине Балахнинском уез. Нижегородской губ. 15 февраля 1903 - 06 сентября 1903"[4]
2. ↑  Вместе с Кокушкиным в комиссию вошёл А. С. Борщевский (председатель?). Их деятельность способствовала тому, что из 32 475 московских коммунистов была "вычищено" 4 563. Из них 30,43% — за нарушение партийной дисциплины, 25,86% — за шкурничество, 15,69% — за пьянство, 10,09% — за уголовные преступления, 7,72% — за исполнение религиозных обрядов,  6,85% — за злоупотребление властью, 1,94% — за коррупцию, 1,29% — как чуждый элемент и 0,13% — за антисемитизм[7].
3. ↑   Средневолжская область с октября 1929 г. стала Средневолжским краем[1].